# Dödsmarschen från Bataan
Dödsmarschen från Bataan kallas förflyttningen av amerikanska och filippinska krigsfångar efter den japanska segern i slaget om Bataan 1941–1942 under andra världskriget. En stor del av de redan försvagade soldaterna avled av de svåra förhållandena eller dödades av japanska trupper. Den japanske befälhavaren, general Masaharu Homma, dömdes efter krigets slut till döden för krigsförbrytelser av de allierade och arkebuserades.